# Avios
Avios – nazwa programu lojalnościowego należącego do międzynarodowej korporacji linii lotniczych International Airlines Group, w której skład wchodzi Iberia oraz British Airways. Program wystartował 16 listopada 2011 roku i wcześniej znany był jako Air Miles. Punkty avios mogą być również używane do zakupu biletów w sojuszu oneworld.